# Gymnanthera cunninghamii
Gymnanthera cunninghamii är en oleanderväxtart som först beskrevs av George Bentham, och fick sitt nu gällande namn av P.I. Forster. Gymnanthera cunninghamii ingår i släktet Gymnanthera och familjen oleanderväxter. Inga underarter finns listade i Catalogue of Life.